# Бродин, Тимофей Семёнович
Тимофей Семёнович Бродин (1911—1984) — советский военнослужащий. В Рабоче-крестьянской Красной Армии служил с апреля 1941 по октябрь 1945 года. Воинская специальность — артиллерийский разведчик. Участник Великой Отечественной войны. Полный кавалер ордена Славы. Воинское звание на момент демобилизации — сержант, позднее присвоено звание старшего сержанта в отставке. Почётный гражданин села Табуны Алтайского края.

## Биография

### До войны
Тимофей Семёнович Бродин родился 3 января 1911 года в селе Новороссийка Барнаульского уезда Томской губернии Российской империи (ныне село Табунского района Алтайского края Российской Федерации) в крестьянской семье. Русский. Окончил семь классов неполной средней школы в 1928 году. Трудовую деятельность начал счетоводом в колхозе. С 1938 года занимал должность заместителя главного бухгалтера Серебропольской машинно-тракторной станции.

### Начало боевого пути

Расчёт гаубицы ведёт огонь по немецким позициям

В связи с напряжённой внешнеполитической обстановкой в конце апреля 1941 года Т. С. Бродин по частичной мобилизации был призван в ряды Рабоче-крестьянской Красной Армии. С мая проходил военную подготовку в учебном военном лагере близ Славгорода, где освоил воинскую специальность корректировщика артиллерийского огня. С началом Великой Отечественной войны красноармейца Бродина зачислили разведчиком в дивизион управления 432-го гаубичного артиллерийского полка 178-й стрелковой дивизии, которая уже в начале июля была переброшена на Западный фронт. В боях с немецко-фашистскими захватчиками Тимофей Семёнович с 24 июля 1941 года. Боевое крещение принял южнее города Белый. Затем воевал в районе Ржева и станции Западная Двина. В середине сентября 1941 года полк, в составе которого служил красноармеец Бродин, был передан в прямое подчинение 30-й армии. Сражаясь на Западном и Калининском фронтах, Тимофей Семёнович принимал участие в Калининской оборонительной и Калининской наступательной операциях Битвы за Москву. В дальнейшем до поздней осени 1942 года участвовал в кровопролитных боях Ржевской битвы. С момента прибытия на фронт артиллерийский разведчик Т. С. Бродин неоднократно демонстрировал личное мужество. Почти всё время находясь на переднем крае в боевых порядках пехоты, он под огнём противника вёл наблюдение за позициями немцев и выявлял их огневые точки и места сосредоточения живой силы и техники. За время участия в боях Тимофей Семёнович обнаружил 10 артиллерийских батарей врага, 35 пулемётных гнёзд и 10 хорошо замаскированных ДЗОТов. Все выявленные цели были уничтожены артиллерийским огнём полковых батарей.

### На жиздринском направлении
В ноябре 1942 года гвардии полковник А. С. Битюцкий приступил к формированию в Резерве Главного Командования 6-й артиллерийской дивизии РГК. В середине декабря 1942 года 432-й гаубичный артиллерийский полк был структурно включён в состав её 18-й гаубичной артиллерийской бригады. Т. С. Бродин получил воинское звание ефрейтора и был назначен на должность старшего разведчика. К концу 1942 года дивизия была переброшена на Западный фронт и заняла позиции севернее города Жиздра в полосе обороны 16-й армии. Тимофей Семёнович отличился во время Жиздринской операции.
В ходе начавшегося 22 февраля 1943 года наступления 432-й гаубичный артиллерийский полк оказывал поддержку частям 97-й стрелковой дивизии. При прорыве сильно укреплённого переднего края противника на участке Дмитровка — Буда-Монастырская ефрейтор Т. С. Бродин находился непосредственно в боевых порядках 136-го стрелкового полка и непрерывно вёл разведку позиций противника, выявляя его огневые средства и места сосредоточения пехоты и техники. Им были вскрыты позиции трёх вражеских противотанковых орудий, выявлены четыре пулемётные точки и своевременно обнаружена группа противника из четырнадцати танков и роты пехоты. По целям, указанным ефрейтором Бродиным, батареи полка нанесли мощный артиллерийский удар. Силы неприятеля были рассеяны и частично уничтожены, благодаря чему стрелковые соединения заняли важную высоту 226,6 и отразили атаку немцев у деревни Крестьянская Гора.
Всего за три дня боёв полк майора П. И. Дарчука уничтожил 2 артиллерийских орудия, 2 укреплённые пулемётные точки, 12 пулемётов, 1 автомашину и 10 мотоциклов, разрушил 5 ДЗОТов, 9 блиндажей и 2 здания, превращённые противником в опорные пункты, подбил 2 тяжёлых танка, подавил 3 артиллерийские и 1 миномётную батареи, 3 орудия и 3 миномёта, 5 пулемётных гнёзд и 11 пулемётов, способствовал отражению четырёх контратак, рассеял 6 танков, 10 автомашин и до батальона пехоты, истребил около 400 немецких солдат и офицеров. Во многом благодаря мощной артиллерийской поддержке 136-й стрелковый полк прорвал оборону неприятеля, отбросил его на 8 километров и занял деревню Ливадия. Эффективной работе полка на всех этапа артиллерийского наступления способствовал и старший разведчик Т. С. Бродин.
Дальнейшие бои под Жиздрой носили весьма ожесточённый характер. Несмотря на все усилия, войска 16-й армии смогли продвинуться вперёд лишь на 5 километров. К середине марта 1943 года противник перебросил в район боёв крупные резервы и начиная с 19 марта беспрерывно контратаковал советские войска, вынудив их перейти к обороне. В этот период стрелковым подразделениям особенно важна была артиллерийская поддержка, но немцам удалось нарушить линию связи. Пока связисты устраняли многочисленные порывы проводов, ефрейтор Т. С. Бродин под интенсивным огнём врага пять раз ходил на передовую, чем обеспечил чёткое взаимодействие пехоты и артиллерии. За отличие в Жиздринской операции Тимофей Семёнович был награждён орденом Красной Звезды.

### От Курской дуги до Вислы

Артиллерийский разведчик ведёт наблюдение за немецкими позициями

В летне-осенней кампании 1943 года, сражаясь на Западном и Брянском фронтах, Т. С. Бродин в составе своего подразделения принимал участие в Орловской операции Курской битвы и освобождении брянского промышленного района. 11 сентября 6-я артиллерийская дивизия прорыва РГК была выведена в резерв Ставки Верховного Главнокомандования и в после доукомплектования в конце декабря передана Белорусскому фронту. В январе 1944 года дивизия поддерживала наступление частей 61-й армии в ходе Калинковичско-Мозырской операции. Тимофей Семёнович участвовал в боях за населённые пункты Есипова Рудня, Вишар, Буда, Смолянка, Дудичи, Красная Нива и Муравейница, освобождал город Калинковичи. После завершения операции полки дивизии обеспечили удержание достигнутых стрелковыми частями рубежей и вели подготовку к летнему наступлению в Белоруссии. К лету 1944 года ефрейтор Т. С. Бродин принял под командование отделение разведки.
5 июля 1944 года войска левого крыла 1-го Белорусского фронта перешли в наступление в рамках операции «Багратион» на ковельском направлении. Полки 6-й артиллерийской дивизии прорыва РГК огнём орудий и колёсами содействовали продвижению на запад частей 129-го стрелкового корпуса 47-й армии и освобождению города Ковеля. При подготовке к прорыву немецкой обороны западнее Ковеля ефрейтор Т. С. Бродин со своими бойцами проделал большую работу по разведке переднего края противника в районе населённого пункта Смедынь Волынской области. Выявленные разведчиками огневые средства врага были уничтожены дивизионами 432-го гаубичного артиллерийского полка во время артиллерийской подготовки 18 июля 1944 года, в результате чего батальоны 605-го стрелкового полка 132-й стрелковой дивизии практически без потерь достигли первой линии немецких траншей. В ходе Люблин-Брестской операции артиллеристы находились в боевых порядках своей пехоты и обеспечивали её стремительное продвижение на запад. На всём протяжении наступления от города Ковеля до восточного берега реки Вислы Тимофей Семёнович со своим отделением непрерывно вёл разведку, находясь в передовых подразделениях 605-го стрелкового полка. Благодаря ценным сведениям, добытым разведчиками, артиллеристы смоли быстро подавить огневые средства врага при форсировании рек Выжувка, Западный Буг и Владавка и тем самым обеспечить переправу стрелковых подразделений с минимальными потерями. После выхода к Висле 6-я артиллерийская дивизия прорыва РГК перешла в распоряжение командующего 8-й гвардейской армии. Сержант Т. С. Бродин особенно отличился в боях за плацдарм на левом берегу реки.

### Орден Славы III степени
В начале августа 1944 года части 8-й гвардейской армии вели тяжёлые бои за закрепление плацдарма в районе Магнушева. Противник, стремясь любой ценой отбросить советские войска обратно за Вислу, беспрерывно атаковал советские позиции крупными силами пехоты и танков при поддержке авиации. Весомую поддержку защитникам плацдарма оказывали артиллеристы, плотным и точным огнём не раз срывавшие контратаки немцев и уничтожавшие огневые средства неприятеля, мешавшие продвижению пехоты. Эффективность артиллерийских ударов обеспечивали разведчики, своевременно выявлявшие места сосредоточения войск врага и его огневые точки. В самые критические моменты сражения за плацдарм на левом берегу Вислы ефрейтор Т. С. Бродин находился непосредственно на переднем крае в боевых порядках 216-го гвардейского стрелкового полка 79-й гвардейской стрелковой дивизии. Во время ведения разведки он своевременно обнаружил перемещение в районе населённого пункта Дебняк (Debniak) немецкой пехоты и танков и немедленно передал на командный пункт дивизиона своего полка координаты цели. В результате массированного артиллерийского налёта было подбито два немецких танка, рассеяно и частично истреблено до роты пехоты неприятеля. Начавшаяся контратака противника была сорвана.
15 августа 1944 года гвардейцы подполковника В. М. Важенина в ходе операции по расширению плацдарма заняли населённый пункт Еленюв (Duży Jeleniow). Противник находился всего в полукилометре в районе соседней деревни Выборув (Wyborow). Группе фронтовых разведчиков было поручено уточнить боевую обстановку и обследовать окружающую местность. Вместе с пехотинцами в разведку пошёл и ефрейтор Бродин. Выдвинувшись в район небольшой высоты близ Еленюва, разведчики обнаружили, что противник, организовывая контратаку, сосредоточил близ населённого пункта до батальона пехоты и 18—19 танков. Тимофей Семёнович спешно вернулся в Еленюв и по радиосвязи передал в свой полк координаты цели. В результате артиллерийского удара скопление войск противника было рассеяно. При этом враг потерял 36 солдат убитыми. Всего за две недели боёв на Магнушевском плацдарме ефрейтор Т. С. Бродин, работая на переднем крае, выявил позиции двух артиллерийских и одной миномётной батарей, 3 пулемётных гнезда, 3 больших скопления вражеской пехоты и танков. За отличие в боях на левом берегу реки Вислы приказом от 2 сентября 1944 года Тимофей Семёнович был награждён орденом Славы 3-й степени (№ 175752).

### Орден Славы II степени

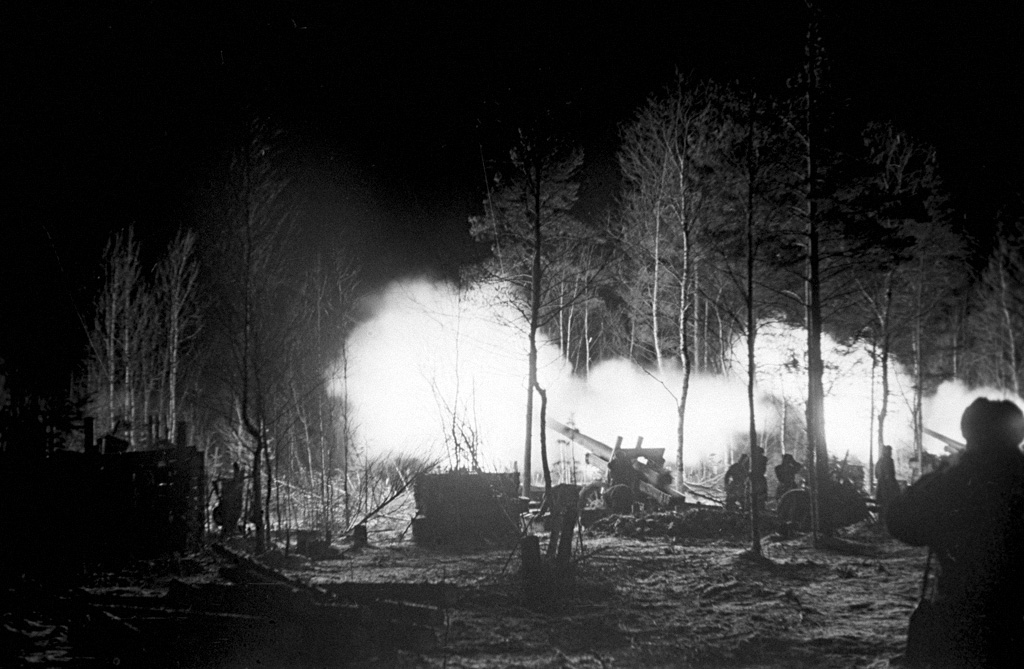
Артиллерийская подготовка

Магнушевский плацдарм имел решающее значение для успеха наступательных действий 1-го Белорусского фронта зимой 1945 года. Именно с него советскими войсками был нанесён главный удар в ходе Варшавско-Познанской операции Висло-Одерского стратегического плана. В преддверии операции командир отделения разведки 432-го гаубичного артиллерийского полка младший сержант Т. С. Бродин проделал большую работу по разведке позиций противника на участке наступления 94-й гвардейской стрелковой дивизии. Находясь на передовом наблюдательном пункте, он лично обнаружил и засёк артиллерийский наблюдательный пункт немцев, одну миномётную батарею, два укреплённых блиндажа и артиллерийское орудие, выдвинутое на прямую наводку. Все обнаруженные им цели были уничтожены огнём полковых гаубиц во время двадцатипятиминутной артиллерийской подготовки 14 января 1945 года, в результате чего стрелковые подразделения быстро продвинулись вперёд и без потерь заняли первую линию вражеских траншей. Во время боёв в глубине немецкой обороны и в ходе последующего преследования отступающего противника Тимофей Семёнович находился в передовых цепях пехоты и оттуда давал целеуказания на батареи полка. Выявленные огневые средства противника быстро подавлялись огнём артиллерии, что способствовало успешному захвату стрелковыми батальонами второй и третьей линий траншей и последующему выходу 94-й гвардейской стрелковой дивизии на восточный берег Пилицы. На подступах к реке Бродин своевременно обнаружил две пулемётные точки, которые могли помешать продвижению основных сил дивизии. Обе цели были накрыты артиллерийским огнём, благодаря чему гвардейцы полковника Г. Н. Шостацкого беспрепятственно форсировали водную преграду и стремительно продвинулись вперёд. 22 февраля 1945 года за доблесть и мужество, проявленные при прорыве обороны противника на Магнушевском плацдарме, командир полка полковник П. И. Дарчук представил младшего сержанта Т. С. Бродина к ордену Славы 2-й степени. Высокая награда за номером 46706 была присвоена Тимофею Семёновичу уже в самом конце войны приказом от 7 мая 1945 года.

### Орден Славы I степени
В ходе Висло-Одерской операции 6-я артиллерийская дивизия прорыва РГК вышла к германско-польской границе в Померании. В рамках начавшейся 10 февраля 1945 года Восточно-Померанской операции 18-я гаубичная артиллерийская бригада генерал-майора И. В. Пылина совместно с частям 311-й и 356-й стрелковых дивизий 61-й армии штурмовала Шнайдемюль. После взятия города, бригада была переброшена под Арнсвальде, где прямо с марша вступила в бой с окружённой группировкой противника. 432-й гаубичный артиллерийский полк наступал на Арнсвальде с юга. Район боевых действий артиллеристам был незнаком, что затрудняло управление батареями, но благодаря хорошей работе полковой разведки, в том числе и отделения младшего сержанта Т. С. Бродина, штаб полка сумел быстро разработать документы планирования и поставить огневые задачи командирам батарей. Это позволило полку эффективно решать боевые задачи и нанести существенный урон врагу. Не менее успешно Тимофей Семёнович со своими бойцами действовал во время прорыва сильно укреплённой оборонительной линии немцев восточнее Штаргарда и при штурме города Фрайенвальде.
После разгрома группы армий «Висла» в восточной Померании подразделения 6-й артиллерийской дивизии были переброшены в район Кюстрина и приданы для артиллерийского усиления 47-й армии, в составе которой начали подготовку к решающему броску на Берлин. В рамках Берлинской операции армии генерал-лейтенанта Ф. И. Перхоровича предстояло прорвать сильно укреплённую и глубокоэшелонированную оборону противника на западном берегу реки Одер, и охватив Берлин с севера, соединиться с войсками 1-го Украинского фронта западнее города, тем самым сомкнув кольцо окружения столицы Германии. 16 апреля 1945 года 432-й гаубичный артиллерийский полк под интенсивным артиллерийским обстрелом со стороны противника форсировал Одер северо-западнее Кюстрина и вместе с частями 76-й стрелковой дивизии начал штурм немецких укреплений. Во время прорыва немецкой обороны младший сержант Т. С. Бродин находился на наблюдательном пункте командира стрелкового батальона и оттуда передавал целеуказания на батареи своего полка. На подступах к городу Врицен стрелковый батальон попал под сильный артиллерийско-миномётный и пулемётный огонь противника. С того места, где находился Тимофей Семёнович, определить откуда бьют вражеские орудия не представлялось возможным. Тогда разведчик под шквальным огнём выдвинулся к расположению врага, и выбрав удобное для наблюдения место, сумел засечь позиции 5 артиллерийских и миномётных батарей и 4 пулемётные точки. Координаты огневых средств противника были переданы артиллеристам, и через несколько минут цели были уничтожены огнём полковых гаубиц.
В ходе дальнейшего наступления Тимофей Семёнович неоднократно с большим риском для жизни добывал ценную информацию о противнике и всегда предоставлял артиллеристам предельно точные координаты целей. Это позволяло им быстро и эффективно подавлять огневые точки противника, рассеивать скопления вражеской пехоты и техники. Всё это существенно снижало боевые потери в стрелковых подразделениях, и простые пехотинцы ценили работу артиллерийского разведчика.

Тимоша! Без тебя как без рук! — часто говорили Тимофею Семёновичу солдаты. — Опять откуда-то летят вражеские гостинцы. А ну-ка прикинь по-своему, как разведчик!— Лобода В. Ф. Солдатская слава

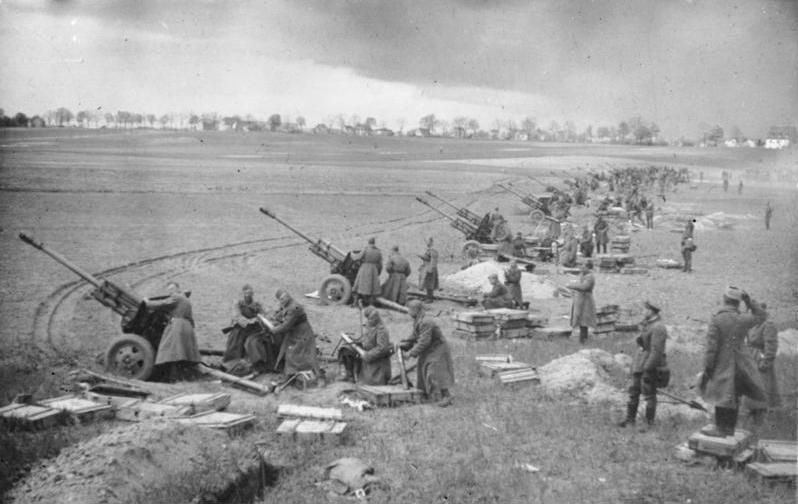
Советская артиллерия на подступах к Берлину, апрель 1945 года

Боевой путь младшего сержанта Т. С. Бродина прошёл через Врицен, Бернау, Глинике, Хеннигсдорф, Эльсталь, Бранденбург и Ратенов. 3 мая 1945 года подразделения 47-й армии вышли к реке Хафель в двух километрах юго-западнее Ратенова. Немцы, прикрывая отход своих войск за Эльбу, выставили на западном берегу реки мощный заслон. Надёжно спрятав свои артиллерийские позиции в складках местности, противник вёл яростный артиллерийский и миномётный огонь по восточному берегу, препятствуя переправе советских войск. Вычислить координаты немецких батарей никак не удавалось, и в ночь на 4 мая артиллерийский разведчик Бродин в составе стрелковой роты 250-го стрелкового полка 82-й стрелковой дивизии на подручных средствах переправился через Хафель. Советские бойцы заняли небольшую высоту на противоположном берегу. С рассветом под покровом тумана Тимофей Семёнович произвёл разведку окружающей местности и выявил расположение орудий немецкой зенитной батареи. Вернувшись на высоту, он по радио передал координаты огневых средств противника, которые немедленно были подавлены советской артиллерией.
Форсировав Хафель, войска 47-й армии быстро сломили сопротивление врага и к 8 мая вышли к реке Эльбе в районе населённого пункта Тангермюнде. Здесь младший сержант Т. С. Бродин завершил свой боевой путь. За отличие в Берлинской операции указом Президиума Верховного Совета СССР от 15 мая 1946 года Тимофей Семёнович был награждён орденом Славы 1-й степени (№ 3778).

### После войны
После окончания Великой Отечественной войны Т. С. Бродин оставался на военной службе до октября 1945 года. Демобилизовался Тимофей Семёнович в звании сержанта. Позднее ему было присвоено воинское звание старшего сержанта в отставке. Жил в селе Табуны Алтайского края. До 1950 года работал заведующим военным отделом Табунского райкома ВКП(б). С 1950 по 1963 год занимал должности председателя колхоза, заведующего отделом по строительству, председателя плановой комиссии, заведующего отделом коммунального хозяйства при Табунском райисполкоме. Затем до выхода на заслуженный отдых руководил комбинатом бытового обслуживания. Умер Тимофей Семёнович 5 февраля 1984 года. Похоронен в селе Табуны.

## Награды и звания
- Орден Красной Звезды (09.07.1943)[5]
- Орден Славы 1-й степени (15.05.1946)[1]
- Орден Славы 2-й степени (07.05.1945)[12]
- Орден Славы 3-й степени (02.09.1944)[11]
- Медали, в том числе:

Медаль «За отвагу»
Медаль «За оборону Москвы»
Медаль «За победу над Германией в Великой Отечественной войне 1941-1945 гг.»
Медаль «За взятие Берлина»
- Почётный гражданин села Табуны[17]

## Память
- Бюст Т. С. Бродина установлен на аллее Героев в селе Табуны Алтайского края[2].
- Имя Т. С. Бродина увековечено на мемориале Славы в городе Барнауле[4].

## Документы
- Общедоступный электронный банк документов «Подвиг Народа в Великой Отечественной войне 1941—1945 гг.» Архивировано из оригинала 13 марта 2012 года. Номера в базе данных:

Орден Красной Звезды (архивный реквизит 19161919).
Орден Славы 2-й степени (архивный реквизит 28963444).
Орден Славы 3-й степени (архивный реквизит 34783280).